# أخند (عسلوية)
أخند (بالفارسية: اخند) هي قرية تقع في إيران في قسم أخند الريفي. يقدر عدد سكانها بـ 2,492 نسمة .